# إليزابيث هاميلتون (كاتبة)
إليزابيث هاميلتون (بالإنجليزية: Elizabeth Hamilton)‏ (25 يوليو 1756، بلفاست في المملكة المتحدة - 23 يوليو 1816، هاروغيت في المملكة المتحدة)؛ كاتِبة وروائية بريطانية.